# Bohemians 1905
FC Bohemians Praga 1905 este o echipă de fotbal din capitala Cehiei, Praga, care joacă în Gambrinus Liga.

## Istoric denumiri
- 1905 AFK Vršovice
- 1927 Bohemians AFK Vršovice
- 1941 Bohemia AFK Vršovice
- 1945 Bohemians AFK Vršovice
- 1948 Sokol Vršovice Bohemians
- 1949 Sokol Železničaři Bohemians Praha
- 1950 Sokol Železničaři Praha
- 1951 Sokol ČKD Stalingrad Praha
- 1953 Spartak Praha Stalingrad
- 1962 ČKD Praha
- 1965 Bohemians ČKD Praha
- 1993 Bohemians Praha
- 1999 CU Bohemians Praha
- 2001 Bohemians Praha
- 2005 Bohemians 1905

## Palmares
- Prima Ligă Cehoslovacă (1): 1982–83

- Cupa Cehoslovaciei

Finalistă (1): 1982
- Czech 2. Liga (2): 1998–99, 2008–09

Locul 2 (2): 2006–07, 2012–13

## Jucători notabili
- Přemysl Bičovský
- Pavel Chaloupka
- Zdeněk Hruška
- František Jakubec
- Petr Janečka
- Petr Kouba
- Jan Morávek
- Antonín Panenka
- Jiří Pešek
- Michal Petrouš
- Dalibor Slezák
- Karol Dobiaš
- Peter Zelenský

## Istoric antrenori
| - Karel Meduna (1934–35) - Ladislav Ženíšek (1940–44) - Antonín Lanhaus (1945–51) - Bohumil Musil (1972–77) - Tomáš Pospíchal (1977–83) - Josef Zadina (1983) - Jiří Rubáš (1983) - Tomáš Pospíchal (1983–87) - Michal Jelínek (1987) - Dušan Uhrin (1987–88) - Josef Zadina (1988–89) - Josef Ledecký (1989–91) - Josef Hloušek (1991–92) - Petr Packert (1993) - Mario Buzek (1994) | - František Barát (1994–95) - Svatopluk Bouška (1995) - Dalibor Lacina (1995) - Josef Hloušek (1996) - Miloš Beznoska și Antonín Panenka (interimar) (1996) - Vladimír Borovička (interimar) (1996) - Vlastimil Petržela (1996–2002) - Vladimír Borovička (interimar) (2002) - Dušan Uhrin, Jr. (iulie 2002 – iunie 2004) - Zbyněk Busta (iulie 2005 – aprilie 2008) - Pavel Hoftych (iulie 2008 – iunie 2011) - Pavel Medynský (iulie 2011 – martie 2012) - Jozef Weber (martie 2012 – martie 2014) - Luděk Klusáček (martie 2014 – iunie 2014) - Roman Pivarník (iunie 2014–prezent) |